# Jan Recki
Jan Recki (właściwie Bolesław Windygo, działał od 1873, zm. 1916 we Włocławku) – polski aktor teatralny, śpiewak operowy i operetkowy, dyrektor teatrów prowincjonalnych.

## Kariera aktorska
W latach 1873–1878 występował w teatrze krakowskim oraz w zespole Józefy Piaseckiej i warszawskich teatrach ogródkowych ("Arkadia" i "Eldorado"). Od 1879 był związany z różnymi zespołami teatrów prowincjonalnych: Juliana Grabińskiego, Józefa Puchniewskiego, Emiliana Baczyńskiego, Henryka Lasockiego, Jana Szymborskiego i Czesława Janowskiego. Po okresie zarządzania własnymi zespołami teatralnymi grał w zespołach: Tomasza Smotryckiego i Juliana Myszkowskiego. Wystąpił m.in. w rolach: Kuby (Łobzowianie), Laforte'a (Wszystko dobre, co się kończy dobrze), Baptysty (Ćwiartka papieru), Marcina (Wojna podczas pokoju) i Piekłosza (Twardowski na Krzemionkach). Role operowe i operetkowe: Książę (Żydówka), Jontek (Halka), Alfred (Zemsta nietoperza) i Parys (Piękna Helena).

## Zarządzanie zespołami teatralnymi
W 1888 r. wspólnie z Lucjanem Dobrzańskim zorganizował własny zespół teatralny, wraz z którym występowali m.in. w: Radomiu, Lublinie, Łodzi, Pabianicach, Włocławku, Piotrkowie, Częstochowie, Radomsku, Zawierciu, Sosnowcu, Dąbrowie Górniczej i Zgierzu oraz w warszawskich teatrach ogródkowych. Zespół został następnie przejęty przez Tomasza Smotryckiego. W sezonie 1896/1897 Jan Recki pełnił funkcję dyrektora teatru w Stanisławowie. Kierował także zespołem operetki w Parku Krakowskim.